# Wynonna Earp
Wynonna Earp ist eine US-amerikanisch-kanadische Fernsehserie, die am 1. April 2016 ihre Premiere bei Syfy feierte. Sie basiert auf den gleichnamigen Comics des Autors Beau Smith. Im September 2015 wurde eine erste Staffel der Serie geordert, die 13 Folgen umfasste. Während der San Diego Comic-Con International wurde verkündet, dass die Serie um eine zweite Staffel, die 12 Folgen umfassen wird, verlängert wurde. Ein Jahr darauf, auf gleicher Veranstaltung, wurde bekanntgegeben, dass die Serie auch für eine dritte Staffel verlängert wird. Im Juli 2018 erfolgte bei der Comic-Con die Bekanntgabe der Verlängerung um eine vierte Staffel, die zehn Episoden umfassen soll. Seit dem 11. November 2020 strahlt der deutsche Syfy Kanal die Staffeln 1 und 2 aus. Ab dem 9. Dezember 2020 wird dann die 3. Staffel und anschließend (ab 7. Januar 2021) die 4. Staffel in deutscher Erstausstrahlung gesendet. Vor Beendigung der Ausstrahlung der vierten Staffel in den USA wurde das Ende der Serie bekannt gegeben.

## Handlung
Die Serie handelt vom Leben der namensgebenden Hauptdarstellerin und Ururenkelin von Wyatt Earp, die nach mehrjähriger Abwesenheit in ihre Heimatstadt Purgatory (dt. Fegefeuer) zurückkehrt. Dort wird sie auch dringend gebraucht: Die Verbrecher, die Wyatt Earp seinerzeit zur Strecke brachte, sind als dämonische Revenants (dt. Wiedergänger) wieder auferstanden und nur Wynonna in ihrer Eigenschaft als Wyatts Erbin kann sie mithilfe von Wyatts Revolver, Peacemaker, zurück ins Jenseits befördern.
Hilfe erhält sie dabei von ihrer jüngeren Schwester Waverly Earp und deren Lebenspartnerin, Polizistin Nicole Haught; dem Geheimagenten Xavier Dolls sowie dem geheimnisvollen John Henry „Doc“ Holliday.

## Besetzung

### Hauptbesetzung
| Rolle                 | Schauspieler/in            | Synchronsprecher/in                                          | Hauptrolle | Nebenrolle                       |
| --------------------- | -------------------------- | ------------------------------------------------------------ | ---------- | -------------------------------- |
| Wynonna Earp          | Melanie Scrofano           | Nicole Hannak                                                | 1.01-4.12  |                                  |
| Waverly Earp          | Dominique Provost-Chalkley | Sarah Tkotsch (Staffel 1) Amelie Plaas-Link (seit Staffel 2) | 1.01-4.12  |                                  |
| Agent Xavier Dolls    | Shamier Anderson           | Fabian Oscar Wien                                            | 1.01-3.02  |                                  |
| Doc Holliday          | Tim Rozon                  | Felix Spieß                                                  | 1.01-4.12  |                                  |
| Sheriff Nicole Haught | Katherine Barrell          | Mia Diekow                                                   | 3.03-4.12  | 1.02, 1.03, 1.07-1.13, 2.01-3.02 |

### Wiederkehrende Darsteller
- Michael Eklund als Bobo Del Rey
- Greg Lawson als Sheriff Randall „Randy“ Neadley
- Natascha Girgis als Gus Gibson
- Megan Follows als Michelle Gibson Earp
- Dylan Koroll als Champ Hardy
- Natalie Krill als Willa Earp
- Rayisa Kondracki als Constance Clootie
- Jean Marchand als Bulshar Clootie
- David LeReaney als Judge Cryderman
- Sasha Barry als Bethany
- Kate Drummond als Agent Lucado
- Varun Saranga als Agent Jeremy Chetri
- Ryan Belleville als Dr. Reggie
- Peter Skagen als Shorty
- Joris Jarsky als Whiskey Jim Byers
- Shaun Johnston als Juan Carlo
- Dana Hollenbach als Chrissy Neadley
- Dani Kind als Mercedes Gardner
- Meghan Heffern als Beth Gardner
- Caleb Ellsworth-Clark als Tucker Gardner
- Tamara Duarte als Rosita Bustillos
- Chantel Riley als Kate (Katalin) auch bekannt als „Comtesse“
- Sebastian Pigott als Charlie/Julian
- Justin Kelly als Robin Jett
- Martina Ortiz-Luis als Rachel Valdez
- Noam Jenkins als Amon

## Figuren

### Deputy Wynonna Earp
Wynonna Earp ist die jüngere Schwester von Willa, die ältere Halbschwester von Waverly, Nicoles Schwägerin und eine Ur-Ur-Enkelin von Wyatt Earp. Sie kann mithilfe von Wyatts Revolver „Peacemaker“ dämonische Wiedergänger zurück in die Hölle schicken. In der ersten Folge wird sie von Dolls für die Black Badge Division angeworben, wobei sie sein Angebot zunächst jedoch mehrmals ablehnt, später aber widerwillig zusagt. Am Ende von Staffel 2 wird ihre Tochter Alice Michelle geboren, deren Vater Doc Holliday ist. Sie beschließen, ihre Tochter aus dem Ghost-River-Dreieck zu schmuggeln, um sie in Sicherheit zu bringen. Im Finale der dritten Staffel wird der Earp-Fluch gebrochen und Wynonna wird von der Bürde befreit, der Erbe zu sein. Als ihre Schwester Waverly in der letzten Folge heiratet, ist sie ihre Trauzeugin und freut sich sehr für sie. Nach der Hochzeit gesteht sich Wynonna mit Waverlys Hilfe ein, Doc zu lieben und wird von ihr ermutigt, das Ghost-River-Dreieck zu verlassen, um ihr Glück zu finden, was Wynonna aus Angst, ihre Schwester könnte etwas passieren, aber nicht will. Waverly erklärt ihr, dass Nicole als Engelsschild nun die gesamte Verantwortung trägt, sodass sich Wynonna doch dafür entscheidet Doc hinterherzufahren. Kurz vor der Grenze holt sie ihn ein und macht ihm eine Liebeserklärung. Sie küssen sich und kommen so zusammen. Schlussendlich machen sie sich auf den Weg nach Montana, um ihre Tochter wiederzusehen.
Auch wenn Wynonna anderen Menschen gegenüber sehr selbstsicher und sarkastisch gegenübertritt, zeigt sie Familie und Freunden gelegentlich ihre weichere Seite. Vor allem zu Waverly hat sie eine besonders enge Beziehung. Im Gegensatz zu Willa, die Waverly hasst, liebt Wynonna ihre kleine Schwester sehr und versucht sie stets zu beschützen. Sie ist auch diejenige, der Wynonna von allen anderen Personen am nächsten steht. Als Wynonna von Waverlys Beziehung zu Nicole erfährt, unterstützt sie sie, auch wenn sie manchmal von deren Liebe leicht genervt ist. Sie verzeiht Waverly daher sehr schnell, als sie sie in Staffel 2 hintergeht, um Nicoles Leben zu retten. Auch als Waverly ihr später mitteilt, dass ein DNA-Test bewiesen hat, dass sie nur ihre Halbschwester ist, ändert das nichts an ihren Verhältnis, da Wynonna ihr versichert, dass sie ihre Schwester und somit ein Earp ist. Mit Doc führt Wynonna eine Beziehung, er ist der Vater ihrer Tochter. Zu ihren Chef Dolls war sie freundschaftlich verbunden, obwohl sie möglicherweise mehr für ihn empfand, da sie sich einmal küssten. Danach passierte zwar nichts weiter zwischen ihnen, über seinen Tod war sie jedoch untröstlich. Mit Jeremy und Nicole ist sie ebenfalls gut befreundet und Wynonna nennt Nicole seit Staffel 4 sogar ihre beste Freundin.

### Waverly Earp
Waverly Earp ist Willas und Wynonnas jüngere Halbschwester, ein Halbengel und Nicoles Frau. Sie ist hochintelligent und eine Expertin für den Earp-Fluch und besitzt ein abgeschlossenes Studium in Alte Kulturen und Sprachen. Aufgrund dieser Qualifikationen wird sie als Beraterin und Forscherin für die Black Badge eingestellt. In der ersten Staffel hinterfragt sie ihre Sexualität, nachdem sie sich von ihrem Freund Champ Hardy getrennt hat. Auch wenn sie gegenüber Nicole Haught in der Folge Bury me with my guns on noch behauptet, heterosexuell zu sein, und nur ihre Freundschaft möchte, küsst sie sie später in derselben Episode. Waverly akzeptiert daraufhin ihre Bisexualität und sie und Nicole beginnen offiziell ihre Beziehung. In Staffel 3 erfährt sie, dass ihr Vater ein Engel namens Julian ist und sie von ihm auch dessen übernatürliche Kräfte geerbt hat. Am Ende der dritten Staffel macht sie Nicole einen Heiratsantrag, wird aber von Wynonna unbeabsichtigt unterbrochen, noch bevor Nicole antworten kann. Sie fragt Nicole in Staffel 4 im Beisein ihrer Schwester und ihrer Freunde daher noch einmal, wo Nicole ihren Antrag annimmt. In der Folge Life Turned Her That Way kanalisiert der Dämon Jolene durch Folter Waverlys Engelskräfte. Durch die Wut, die Waverly gegenüber dem Dämon empfindet, verwandelt sie sich aber in einen dunklen Engel, mit Sinn für Zerstörung, der beabsichtigt, das Buch zu finden, in dem ihre Geschichte aufgeschrieben ist, um dann in den Garten Eden zurückzukehren. Nicole fand Waverly später auf den Stufen zum Garten Eden und konnte sie überzeugen sie zur Wächterin und somit zum Engelsschild zu machen. Als Waverly ihr als dunkler Engel erklärt, dass sie das Ghost-River-Dreieck danach nie mehr verlassen könne, versicherte ihr Nicole, dass alles, was sie braucht, bereits hier ist. Durch einen magischen Eid, den Nicole ablegt, verwandelt sich Waverly zurück und Nicole erhält das rote Mal des Engelsschildes in ihren Nacken. Gerührt darüber, dass Nicole quasi ihre Freiheit für sie geopfert hat, küsst Waverly sie. In der letzten Folge heiraten die beiden.
Waverly ist vom Charakter her das genaue Gegenteil von Wynonna. Sie ist freundlich und hat eine sprudelnde Persönlichkeit. Sie kann aber auch sehr wütend werden, vor allem wenn jemand ihre Familie oder Freunde bedroht. Mit Dolls verstand sie sich sehr gut und war zutiefst betroffen, als er starb. Auch mit Jeremy und Doc ist sie gut befreundet, ihre beiden wichtigsten Menschen im Leben sind aber ihre Schwester Wynonna und ihre Frau Nicole. Beiden gegenüber zeigt sie sich äußerst beschützerisch. Mit ihrer ältesten Halbschwester Willa hingegen verstand sie sich gar nicht, da Willa sie hasste und als Kind ständig schikanierte. Zu Wynonna aber hat sie eine besonders enge Verbindung und ist für diese sogar ihre engste Vertraute. Selbst als sie Wynonna in Staffel 2 hintergeht, um Nicoles leben zu retten, oder ihr später mitteilt, dass ein DNA-Test bewiesen hat, dass sie nur ihre Halbschwester ist, ändert das nichts an deren Verbindung. Mit Nicole führt sie eine Liebesbeziehung auf Augenhöhe. Sie vertraut Nicole bedingungslos und würde alles für sie tun. In Staffel 2 hatten beide zwar zweimal einen großen Streit, vertrugen sich aber wieder und ihre Beziehung ging sogar gestärkt aus dem Streit hervor. Wynonna hat gegenüber Julian sogar einmal erwähnt, dass Nicole für Waverly die Liebe ihres Lebens ist. Auch Waverly erwähnte mehrmals, dass sie lieber sterben würde, als ohne Nicole zu sein.

### John Henry „Doc“ Holliday
John Henry „Doc“ Holliday ist Zahnarzt, Wyatt Earps berühmter Partner und sein engster Freund. Er wurde von der Steinhexe Constance Clootie mit ewigem Leben verflucht als sie ihn von seiner Tuberkulose geheilt hat. Als Doc sich weigerte, Constance seinen Ring zu geben, wurde er zur Strafe 130 Jahre lang in einen Brunnen gesperrt, aus dem er sich erst befreien konnte, als er das Seil emporkletterte, das die unwissende Wynonna am Brunnen hängen ließ, als sie den Peacemaker vom Grund hervorholte. Mit Wynonna hat er eine gemeinsame Tochter, Alice Michelle. Als ihre Schwester, Waverly, in der letzten Folge Nicole heiratet, ist er einer der Gäste und freut sich sehr für sie. Nach der Hochzeit verlässt er aufgrund seiner unerwiderten Gefühle für Wynonna das Ghost-River-Dreieck. Als Wynonna sich mit Waverlys Hilfe auch eingesteht in Doc verliebt zu sein, entscheidet sie sich Doc hinterherzufahren. Kurz vor der Grenze holt sie ihn ein und macht ihm eine Liebeserklärung. Sie küssen sich und kommen so zusammen. Schlussendlich machen sie sich auf den Weg nach Montana, um ihre Tochter wiederzusehen.
Doc hat zu Beginn gewisse Schwierigkeiten, in der modernen Welt zurechtzukommen. Er kleidete sich anfangs noch wie aus den 1880er Jahren und versteht weder etwas von neuen Technologien, noch wie man Auto fährt. Nach und nach findet er sich aber in der für ihn neuen Welt zurecht, er bringt sich sogar selber das Autofahren bei. Nach seiner ersten Fahrt kassierte er allerdings von Nicole einen saftigen Strafzettel, da er von ihr mit 140 km/h in einer 50er Zone erwischt wurde und er weder einen Führerschein noch Fahrzeugpapiere besaß. In Wynonna ist er verliebt und sie haben zusammen eine gemeinsame Tochter. Gegenüber Waverly zeigt er sich beschützerisch, auch mit Nicole und Jeremy versteht er sich gut und bezeichnet sie als Freunde. Dolls gegenüber ist er deutlich reservierter, da er ebenfalls in Wynonna verliebt war, zeigt sich aber bestürzt über seinen Tod.

### Sheriff Nicole Haught
Nicole Haught ist eine offen lesbische Polizistin und überlebte als Kind als Einzige ein Massaker, das vom Bulshar-Kult verübt wurde und das die Black Badge Division als Waldbrand tarnte. Nicole kommt in Staffel 1 neu nach Purgatory und stellt sich zuerst Waverly im Shorty's vor. Sie zeigt sogleich Interesse an ihr, akzeptiert aber, dass Waverly zu der Zeit mit Champ zusammen ist. In der Folge Bury me with my guns on wird sie überraschend von Waverly geküsst, obwohl diese vorher noch behauptet hatte, heterosexuell zu sein, und nur ihre Freundschaft wollte. Sie beginnen danach offiziell ihre Beziehung. Am Ende der ersten Staffel wird sie zu ihrer großen Freude an die Black Badge Division ausgeliehen, nachdem sie von Dolls rekrutiert wurde, kommt jedoch nur einmal zum Einsatz. Sie unterstützt das Team seitdem aber als Polizistin, da sie durch ein Gespräch mit Randy Nedley erkennt, dass sie später einmal Sheriff werden soll und daher als Polizistin gebraucht wird und nicht als Agentin. In Staffel 3 wird sie schließlich zum Sheriff befördert, nachdem Nedley in den Ruhestand geht, und bekommt von Waverly in der Folge War paint einen Heiratsantrag, kann aber nicht antworten, da Wynonna sie ungewollt unterbricht. Nicole verliert in Staffel 4 ihre Position als Sheriff, als Wynonna, Doc und Waverly für eineinhalb Jahre vorübergehend aus Purgatory in den Garten Eden verschwunden waren, und sie das Earp-Gehöft während deren Abwesenheit schützte. Nachdem die drei zurückgekehrt waren, wurde sie von der Sumpfhexe verhext, weil sie ihren Teil ihres Geschäftes nicht eingehalten hatte. Nachdem der Fluch gebrochen war, nahm sie Waverlys erneuten Antrag an und erhält später auch ihre Position als Sheriff zurück. Als sich Waverly, vom Dämon Jolene ausgelöst, in einen dunklen Engel verwandelte, fand Nicole sie auf den Stufen des Gartens Eden und bat sie, sie zum Engelssschild und somit zum Wächter des Ghost-River-Dreiecks zu machen. Waverly erläutert ihr, dass sie danach das Ghost-River-Dreieck nie mehr verlassen kann, was Nicole egal war, da alles, was sie brauchte, bereits hier ist. Sie legte dann den Eid ab und Waverly verwandelte sich zurück. Nicole erhielt daraufhin das rote Mal des Engelsschildes in den Nacken. Gerührt von dieser Geste küsst Waverly sie. In der letzten Folge heiratete sie auf den Earp-Gehöft.
Nicole ist eine sehr aufgeschlossene und scharfsinnige Person, da sie schon nach kurzer Zeit bemerkte, dass in Purgatory etwas nicht stimmte. Sie liebt ihren Beruf in der Strafverfolgung und ist stets bemüht, den bedürftigen Menschen zu helfen. Ihren Freunden gegenüber ist sie sehr loyal, sie sieht sie als ihre Familie, die sie versucht vor Gefahren zu verteidigen. Vor allem ihrer Frau Waverly gegenüber ist sie sehr beschützerisch, da sie für Nicole der wichtigste Mensch in ihren Leben ist. Mit ihr führt sie eine Liebesbeziehung auf Augenhöhe. Sie vertraut ihr vorbehaltlos und würde sogar für sie sterben. Auch wenn sie in Staffel 2 zweimal einen großen Streit hatten, vertrugen sie sich wieder und ihre Beziehung kam sogar gestärkt aus dem Streit hervor. Mit Dolls war sie gut befreundet und fühlte sich für seinen Tod verantwortlich, bis Waverly ihr versicherte, dass es nicht ihre Schuld war. Mit Wynonna, Jeremy und Doc verbindet sie ebenfalls eine enge Freundschaft. Wynonna ist seit Staffel 4 sogar ihre beste Freundin.

### Deputy Marschall Xavier Dolls
Xavier Dolls ist ein Spezialagent der Black Badge Division, eine Abteilung des United States Marshals Service und ein ehemaliger Soldat des US-Militärs. Dolls fühlte sich heimlich zu Wynonna hingezogen, küsste sie sogar einmal, es blieb jedoch bei diesem einen Kuss. In Staffel 2 kam heraus, dass die Black Badge Division ihn zum Teil in eine Art feuerspuckenden Echsenmenschen verwandelt hatte. Da er wusste, dass er an den Drogen starb, die Black Badge ihm gegeben hatte um seine Kräfte zu kontrollieren, opferte er sich selbst, um das Team zu retten.
Dolls war ein eher autoritärer Charakter. Er mochte es gar nicht, wenn sich jemand seinen Anweisungen widersetzte. Von Nedley und Nicole hielt er anfangs ebenso wenig wie von Wynonna, da Wynonna den notorischen Hang hatte, sich seinen Befehlen zu widersetzen und die beiden Polizisten für ihn nichts weiter waren als nervige Kollegen, mit denen er notgedrungen dieselben Räumlichkeiten auf dem Sheriffrevier teilen musste. Auch zu Doc hatte er ein angespanntes Verhältnis, da er sein Liebesrivale in Sache Wynonna war. Im Laufe der Zeit wurde er etwas sozialer und er begann, sich für seine Mitmenschen zu interessieren, vor allem für Wynonna, da er eindeutig Gefühle für sie hatte, und Nicole, da er ihr half, mehr über das Massaker herauszufinden, das sie als Einzige überlebte.

## Episodenliste

### Staffel 1
| Nr (ges) | Nr (Staffel) | Titel                       | Erstausstrahlung USA | Deutschsprachige Erstausstrahlung | Regie           | Drehbuch                         |
| -------- | ------------ | --------------------------- | -------------------- | --------------------------------- | --------------- | -------------------------------- |
| 1        | 1            | Purgatory                   | 01.04.2016           | 06.03.2017                        | Paolo Barzman   | Emily Andras                     |
| 2        | 2            | Keep the Home Fires Burning | 08.04.2016           | 06.03.2017                        | Ron Murphy      | Emily Andras                     |
| 3        | 3            | Leavin' on Your Mind        | 15.04.2016           | 06.03.2017                        | Ron Murphy      | Brendon Yorke                    |
| 4        | 4            | The Blade                   | 22.04.2016           | 06.03.2017                        | Paolo Barzman   | James Hurst                      |
| 5        | 5            | Diggin' Up Bones            | 29.04.2016           | 06.03.2017                        | Paolo Barzman   | Shelley Scarrow                  |
| 6        | 6            | Constant Cravings           | 06.05.2016           | 06.03.2017                        | Brett Sullivan  | Alexandra Zarowny                |
| 7        | 7            | Walking After Midnight      | 13.05.2016           | 06.03.2017                        | Brett Sullivan  | Emily Andras & Caitlin D. Fryers |
| 8        | 8            | Two-Faced Jack              | 20.05.2016           | 06.03.2017                        | Ron Murphy      | James Hurst                      |
| 9        | 9            | Bury Me with My Guns On     | 27.05.2016           | 06.03.2017                        | Ron Murphy      | Alexandra Zarowny                |
| 10       | 10           | She Wouldn't Be Gone        | 03.06.2016           | 06.03.2017                        | Peter Stebbings | Brendon Yorke                    |
| 11       | 11           | Landslide                   | 10.06.2016           | 06.03.2017                        | Peter Stebbings | James Hurst & Amona Barckert     |
| 12       | 12           | House of Memories           | 17.06.2016           | 06.03.2017                        | Paolo Barzman   | Alexandra Zarowny                |
| 13       | 13           | I Walk the Line             | 24.06.2016           | 06.03.2017                        | Paolo Barzman   | Emily Andras                     |

### Staffel 2
| Nr (ges) | Nr (Staffel) | Titel                         | Erstausstrahlung USA | Deutschsprachige Erstausstrahlung | Regie          | Drehbuch          |
| -------- | ------------ | ----------------------------- | -------------------- | --------------------------------- | -------------- | ----------------- |
| 14       | 1            | Steel Bars and Stone Walls    | 09.07.2017           | 22.12.2017                        | Brett Sullivan | Emily Andras      |
| 15       | 2            | Shed Your Skin                | 16.07.2017           | 22.12.2017                        | Brett Sullivan | Alexandra Zarowny |
| 16       | 3            | Gonna Getcha Good             | 23.07.2017           | 22.12.2017                        | Ron Murphy     | Brendon Yorke     |
| 17       | 4            | She Ain't Right               | 30.07.2017           | 22.12.2017                        | Ron Murphy     | Ramona Barckert   |
| 18       | 5            | Let's Pretend We're Strangers | 07.07.2017           | 22.12.2017                        | April Mullen   | John Callaghan    |
| 19       | 6            | Whiskey Lullaby               | 14.07.2017           | 22.12.2017                        | April Mullen   | Caitlin D. Fryers |
| 20       | 7            | Everybody Knows               | 21.07.2017           | 22.12.2017                        | Paolo Barzman  | Brendon Yorke     |
| 21       | 8            | No Future in the Past         | 28.07.2017           | 22.12.2017                        | Paolo Barzman  | Emily Andras      |
| 22       | 9            | Forever Mine Nevermind        | 04.08.2017           | 22.12.2017                        | Ron Murphy     | Alexandra Zarowny |
| 23       | 10           | I See a Darkness              | 11.08.2017           | 22.12.2017                        | Ron Murphy     | John Callaghan    |
| 24       | 11           | Gone as a Girl Can Get        | 18.08.2017           | 22.12.2017                        | Paolo Barzman  | Alexandra Zarowny |
| 25       | 12           | I Hope You Dance              | 25.08.2017           | 22.12.2017                        | Paolo Barzman  | Emily Andras      |

### Staffel 3
| Nr. (ges) | Nr. (Staffel) | Titel                          | Erstausstrahlung USA | Deutschsprachige Erstausstrahlung | Regie         | Drehbuch                  |
| --------- | ------------- | ------------------------------ | -------------------- | --------------------------------- | ------------- | ------------------------- |
| 26        | 1             | Blood Red And Going Down       | 16.07.2018           | 09.12.2020                        | Paolo Barzman | Emily Andras              |
| 27        | 2             | When You Call My Name          | 27.07.2018           | 09.12.2020                        | Paolo Barzman | Caitlin D. Fryers         |
| 28        | 3             | Colder Weather                 | 03.08.2018           | 10.12.2020                        | Ron Murphy    | Emily Andras              |
| 29        | 4             | No Cure For Crazy              | 10.08.2018           | 10.12.2020                        | Ron Murphy    | Brendon Yorke             |
| 30        | 5             | Jolene                         | 17.08.2018           | 10.12.2020                        | Paolo Barzman | Shelley Scarrow           |
| 31        | 6             | If We Make It Through December | 24.08.2018           | 16.12.2020                        | Paolo Barzman | Emily Andras & Matt Doyle |
| 32        | 7             | I Fall To Pieces               | 31.08.2018           | 16.12.2020                        | Grant Harvey  | Noelle Carbone            |
| 33        | 8             | Waiting Forever For You        | 07.09.2018           | 16.12.2020                        | Grant Harvey  | Caitlin D. Fryers         |
| 34        | 9             | Undo It                        | 14.09.2018           | 17.12.2020                        | April Mullen  | Brendon Yorke             |
| 35        | 10            | The Other Woman                | 21.09.2018           | 17.12.2020                        | April Mullen  | Noelle Carbone            |
| 36        | 11            | Daddy Lessons                  | 28.09.2018           | 17.12.2020                        | Paolo Barzman | Shelley Scarrow           |
| 37        | 12            | War Paint                      | 28.09.2018           | 23.12.2020                        | Paolo Barzman | Emily Andras              |

### Staffel 4
| Nr. (ges) | Nr. (Staffel) | Titel                    | Erstausstrahlung USA | Deutschsprachige Erstausstrahlung | Regie            | Drehbuch          |
| --------- | ------------- | ------------------------ | -------------------- | --------------------------------- | ---------------- | ----------------- |
| 38        | 1             | On the Road Again        | 26.07.2020           | 07.01.2021                        | Paolo Barzman    | Brendon Yorke     |
| 39        | 2             | Friends in Low Places    | 02.08.2020           | 14.01.2021                        | Paolo Barzman    | Emily Andras      |
| 40        | 3             | Look at Them Beans       | 09.08.2020           | 21.01.2021                        | Melanie Scrofano | Shelley Scarrow   |
| 41        | 4             | Afraid                   | 16.08.2020           | 28.01.2021                        | Ron Murphy       | Matt Doyle        |
| 42        | 5             | Holy War (1)             | 23.08.2020           | 04.02.2021                        | Ron Murphy       | Noelle Carbone    |
| 43        | 6             | Holy War (2)             | 30.08.2020           | 11.02.2021                        | Ron Murphy       | Brendon Yorke     |
| 44        | 7             | Love's All Over          | 05.03.2021           | 13.05.2021                        | Paolo Barzman    | Shelley Scarrow   |
| 45        | 8             | Hell Raisin' Good Time   | 12.03.2021           | 20.05.2021                        | Paolo Barzman    | Caitlin D. Fryers |
| 46        | 9             | Crazy                    | 19.03.2021           | 27.05.2021                        | Jem Garrard      | Matt Doyle        |
| 47        | 10            | Life Turned Her That Way | 26.03.2021           | 03.06.2021                        | Jem Garrard      | Noelle Carbone    |
| 48        | 11            | Better Dig Two           | 02.04.2021           | 10.06.2021                        | Paolo Barzman    | Emily Andras      |
| 49        | 12            | Old Souls                | 09.04.2021           | 17.06.2021                        | Paolo Barzman    | Emily Andras      |

## Auszeichnungen
Bei den 46th People’s Choice Awards gewann die TV-Serie 2020 in der Kategorie The Sci-Fi/Fantasy Show of 2020.